# Würenlingen

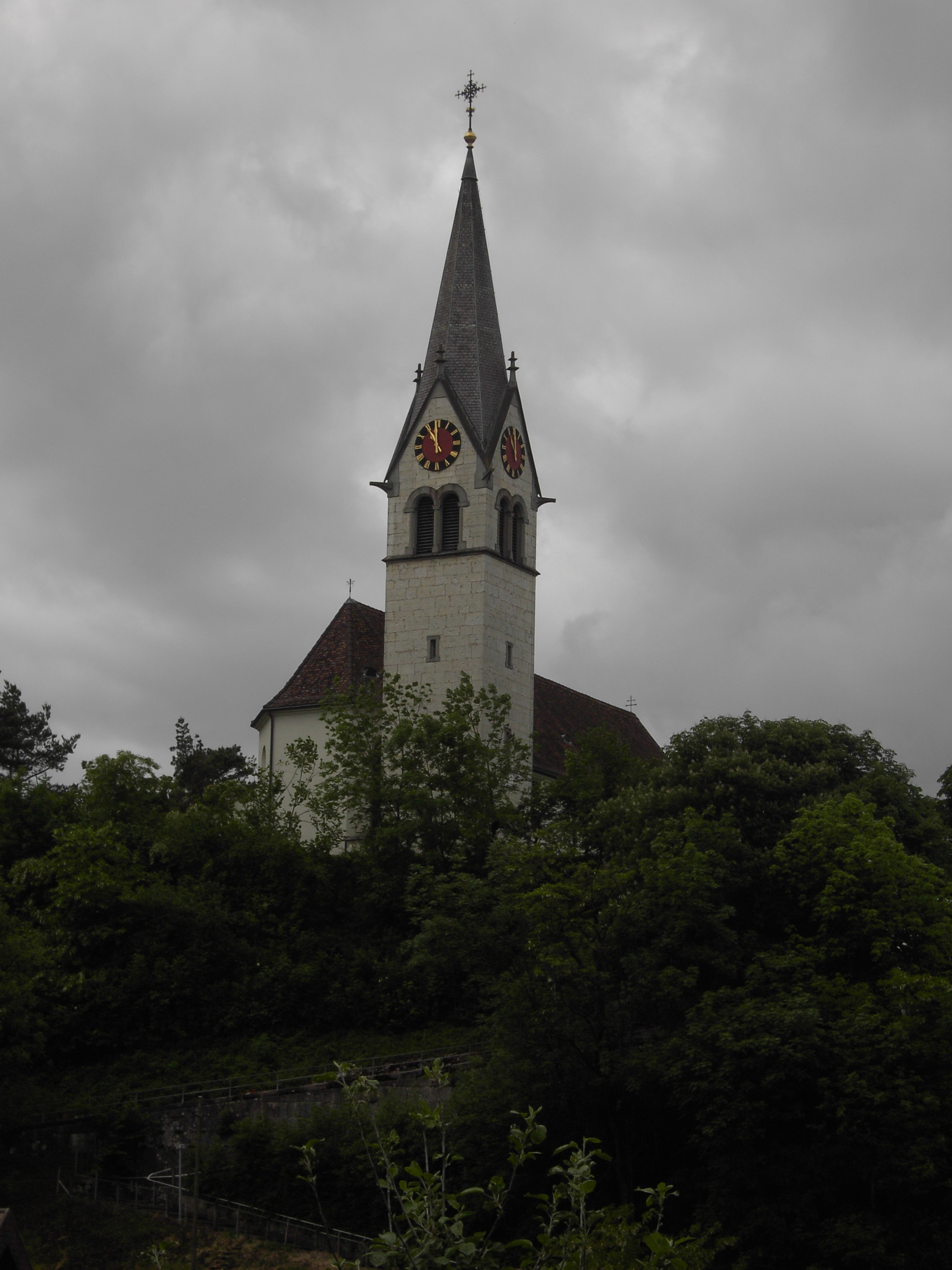
Romersk-katolsk kyrka i Würenlingen.

Würenlingen (schweizertyska: Würlinge) är en ort och kommun i distriktet Baden i kantonen Aargau, Schweiz. Kommunen har 5 120 invånare (2023).